# 郭棣活
郭棣活（英語：David Kwok，1904年—1986年4月9日），又名敬棠，男，祖籍广东香山，生于澳大利亚悉尼，中国企业家，郭沛勳家族成员。

## 生平
郭棣活早年曾就读于香港圣士提取小学、广州岭南大学附中，后升入岭南大学。1923年，郭棣活在他叔叔、时任永安纱厂总经理郭顺的动员下前往美国留学，就读于牛必佛纺织学院（New Bedford Textile School）。1926年毕业后于次年回国，在永安二厂任参事。1928年与先施百货创始人马应彪之女马锦超成婚，并出任永安三厂总工程师。1929年升任永安纺织公司副经理。郭乐、郭泉前往美国后，郭棣活主管公司事务。抗日战争结束后担任公司董事兼副总经理。
中华人民共和国成立后，任上海市工商业联合会常委、上海市棉纺织工业同业公会主委等职。1954年与荣毅仁等在合肥创建安徽纺织一厂。1955年永安纺织公司公私合营之后继续担任总经理，同时还出任上海市人民政府委员、上海市工商联副主委等。1958年前往广东，历任广东省工商联主委、民建广东省委主委、广东省副省长、广东省政协副主席、广东省人大常委会副主任等职。他还曾任全国工商联常委、民建中央副主委、全国侨联副主席、全国政协常委、全国人大代表。1979年后因患运动神经元病而行动不便。1985年出任香港特别行政区基本法起草委员会委员。1986年在广州逝世。